# Châtin
Châtin ist eine französische Gemeinde mit 83 Einwohnern (Stand: 1. Januar 2022) im Département Nièvre in der Region Bourgogne-Franche-Comté (vor 2016 Burgund). Sie gehört zum Arrondissement Château-Chinon (Ville) und zum Kanton Château-Chinon (bis 2015 Château-Chinon (Ville)). Die Einwohner werden Castiniens genannt.

## Geographie
Châtin liegt etwa 55 Kilometer ostnordöstlich von Nevers. Umgeben wird Châtin von den Nachbargemeinden von Montigny-en-Morvan im Norden, Chaumard im Nordosten, Corancy im Osten, Saint-Hilaire-en-Morvan im Süden, Dommartin im Südwesten sowie Blismes im Westen und Nordwesten.

## Bevölkerungsentwicklung
| Jahr                       | 1962 | 1968 | 1975 | 1982 | 1990 | 1999 | 2006 | 2011 | 2016 |
| Einwohner                  | 179  | 139  | 140  | 136  | 150  | 115  | 108  | 102  | 91   |
| Quellen: Cassini und INSEE |      |      |      |      |      |      |      |      |      |

## Persönlichkeiten
- Annick Gendron (1939–2008), Maler